# Collegio elettorale di Genova III (Senato della Repubblica)
Il collegio di Genova III fu un collegio elettorale uninominale della Repubblica Italiana appartenente alla circoscrizione Liguria; fu utilizzato per eleggere un senatore della Repubblica dalla I alla XI legislatura.

## Storia
Il collegio venne creato nel 1948 secondo la legge n. 29 del 6 febbraio 1948 la quale, pur basandosi sull'impianto proporzionale in vigore per la Camera, rispetto a quest'ultima conteneva alcuni piccoli correttivi in senso maggioritario. Tale legge ebbe il suo definitivo perfezionamento col Testo Unico n°361 del 1957. Differentemente dalla Camera, la legge elettorale del Senato si articolava su base regionale, seguendo il dettato costituzionale (art.57). Ogni Regione era suddivisa in tanti collegi uninominali quanti erano i seggi ad essa assegnati. All'interno di ciascun collegio, veniva eletto il candidato che avesse raggiunto il quorum del 65% delle preferenze: tale soglia, oggettivamente di difficilissimo conseguimento, tradiva l'impianto proporzionale su cui era concepito anche il sistema elettorale della Camera Alta. Qualora, come normalmente avveniva, nessun candidato avesse conseguito l'elezione, i voti di tutti i candidati venivano raggruppati in liste di partito a livello regionale, dove i seggi venivano allocati utilizzando il metodo D'Hondt delle maggiori medie statistiche e quindi, all'interno di ciascuna lista, venivano dichiarati eletti i candidati con le migliori percentuali di preferenza.
Il collegio di Genova III venne abolito nel 1993, con la cosiddetta Legge Mattarella (Legge n. 276, Norme per l'elezione del Senato della Repubblica), attuata in seguito al referendum abrogativo del 1993, quando venne istituito per la Camera dei deputati e per il Senato della Repubblica un sistema di elezione misto, in parte maggioritario e in parte proporzionale. Il 75% dei parlamentari dell'assemblea veniva eletto in collegi uninominali tramite sistema maggioritario a turno unico; il restante 25% al Senato veniva eletto tramite recupero proporzionale dei più votati non eletti attraverso un meccanismo di calcolo denominato "scorporo", cioè sottraendo dal conteggio dei voti totali di una lista nella parte proporzionale i voti ottenuti dai candidati collegati alla medesima lista che erano eletti nei collegi uninominali con il sistema maggioritario.

## Territorio
Il collegio di Genova III era uno degli 8 collegi uninominali in cui era suddivisa la Liguria; era interamente compreso nelle provincia di Genova e comprendeva i seguenti comuni: Bargagli, Busalla, Casella, Crocefieschi, Davagna, Fascia, Fontanigorda, parte del comune di Genova (in particolare i quartieri di Staglieno, San Fruttuoso, Marassi, Molassana, Struppa, Bavari, San Martino e Apparizione), Gorreto, Isola del Cantone, Montebruno, Montoggio, Propata, Rondanina, Ronco Scrivia, Rovegno, Savignone, Torriglia, Valbrevenna e Vobbia.

## Dati elettorali

### I legislatura
|                                                                                | Giovanni Tarello          | Fronte Democratico Popolare                      | 45 801  | 43,10 |  |  |  |  |  |
|                                                                                | Mario Scerni              | Democrazia Cristiana                             | 43 544  | 40,97 |  |  |  |  |  |
|                                                                                | Teofilo Biancheri         | Unità Socialista - Partito Repubblicano Italiano | 15 060  | 14,17 |  |  |  |  |  |
|                                                                                | Silvio Angelo Vercelletto | Blocco Nazionale                                 | 1 874   | 1,76  |  |  |  |  |  |
| Totale                                                                         | Totale                    | Totale                                           | 106 279 | 100   |  |  |  |  |  |
|                                                                                |                           |                                                  |         |       |  |  |  |  |  |
| Voti non validi                                                                | Voti non validi           | Voti non validi                                  | 4 361   | 3,94  |  |  |  |  |  |
| Votanti                                                                        | Votanti                   | Votanti                                          | 110 640 | 90,96 |  |  |  |  |  |
| Elettori                                                                       | Elettori                  | Elettori                                         | 121 635 |       |  |  |  |  |  |
|                                                                                |                           |                                                  |         |       |  |  |  |  |  |
| Nota: quorum del 65% non raggiunto; ripartizione dei seggi a livello regionale |                           |                                                  |         |       |  |  |  |  |  |
| Data: 18 aprile 1948                                                           |                           |                                                  |         |       |  |  |  |  |  |
| Fonte: Ministero dell'interno                                                  |                           |                                                  |         |       |  |  |  |  |  |

### II legislatura
|                                                                                | Mario Enrico                | Democrazia Cristiana                    | 36 041  | 33,75 |  |  |  |  |  |
|                                                                                | Gelasio Adamoli             | Partito Comunista Italiano              | 30 332  | 28,40 |  |  |  |  |  |
|                                                                                | Gaetano Barbareschi         | Partito Socialista Italiano             | 21 968  | 20,57 |  |  |  |  |  |
|                                                                                | Dante Callegari             | Partito Socialista Democratico Italiano | 7 006   | 6,56  |  |  |  |  |  |
|                                                                                | Francesco Fezzardi          | Movimento Sociale Italiano              | 3 711   | 3,47  |  |  |  |  |  |
|                                                                                | Federico Ricci              | PLI - PRI                               | 3 608   | 3,38  |  |  |  |  |  |
|                                                                                | Robaldo Morozzo della Rocca | Partito Nazionale Monarchico            | 2 338   | 2,19  |  |  |  |  |  |
|                                                                                | Luigi Burlando              | Alleanza Democratica Nazionale          | 1 021   | 0,96  |  |  |  |  |  |
|                                                                                | Leopoldo Piccardi           | Unità Popolare                          | 770     | 0,72  |  |  |  |  |  |
| Totale                                                                         | Totale                      | Totale                                  | 106 795 | 100   |  |  |  |  |  |
|                                                                                |                             |                                         |         |       |  |  |  |  |  |
| Voti non validi                                                                | Voti non validi             | Voti non validi                         | 11 837  | 9,98  |  |  |  |  |  |
| Votanti                                                                        | Votanti                     | Votanti                                 | 118 632 | 93,08 |  |  |  |  |  |
| Elettori                                                                       | Elettori                    | Elettori                                | 127 458 |       |  |  |  |  |  |
|                                                                                |                             |                                         |         |       |  |  |  |  |  |
| Nota: quorum del 65% non raggiunto; ripartizione dei seggi a livello regionale |                             |                                         |         |       |  |  |  |  |  |
| Data: 7 giugno 1953                                                            |                             |                                         |         |       |  |  |  |  |  |
| Fonte: Ministero dell'interno                                                  |                             |                                         |         |       |  |  |  |  |  |

### III legislatura
|                                                                                | Mario Sisto Cifatte           | Democrazia Cristiana                    | 44 564  | 35,02 |  |  |  |  |  |
|                                                                                | Gelasio Adamoli               | Partito Comunista Italiano              | 31 974  | 25,12 |  |  |  |  |  |
|                                                                                | Gaetano Barbareschi ✔️ Eletto | Partito Socialista Italiano             | 29 657  | 23,30 |  |  |  |  |  |
|                                                                                | Dante Callegari               | Partito Socialista Democratico Italiano | 8 787   | 6,90  |  |  |  |  |  |
|                                                                                | Giuseppe Gonella              | Movimento Sociale Italiano              | 6 036   | 4,74  |  |  |  |  |  |
|                                                                                | Mario Carpano                 | Partito Liberale Italiano               | 3 264   | 2,56  |  |  |  |  |  |
|                                                                                | Francesco Berardinelli        | Partito Nazionale Monarchico            | 2 051   | 1,61  |  |  |  |  |  |
|                                                                                | Carmelo Tomasello             | Comunità                                | 935     | 0,73  |  |  |  |  |  |
| Totale                                                                         | Totale                        | Totale                                  | 127 268 | 100   |  |  |  |  |  |
|                                                                                |                               |                                         |         |       |  |  |  |  |  |
| Voti non validi                                                                | Voti non validi               | Voti non validi                         | 6 235   | 4,67  |  |  |  |  |  |
| Votanti                                                                        | Votanti                       | Votanti                                 | 133 503 | 94,22 |  |  |  |  |  |
| Elettori                                                                       | Elettori                      | Elettori                                | 141 694 |       |  |  |  |  |  |
|                                                                                |                               |                                         |         |       |  |  |  |  |  |
| Nota: quorum del 65% non raggiunto; ripartizione dei seggi a livello regionale |                               |                                         |         |       |  |  |  |  |  |
| Data: 25 maggio 1958                                                           |                               |                                         |         |       |  |  |  |  |  |
| Fonte: Ministero dell'interno                                                  |                               |                                         |         |       |  |  |  |  |  |

### IV legislatura
|                                                                                | Carlo Cavalli              | Partito Comunista Italiano              | 43 120  | 30,22 |  |  |  |  |  |
|                                                                                | A. Crovetto                | Democrazia Cristiana                    | 39 954  | 28,00 |  |  |  |  |  |
|                                                                                | Domenico Macaggi ✔️ Eletto | Partito Socialista Italiano             | 28 382  | 19,89 |  |  |  |  |  |
|                                                                                | Mario Bettinotti           | Partito Socialista Democratico Italiano | 11 708  | 8,21  |  |  |  |  |  |
|                                                                                | P. Dellepiane              | Partito Liberale Italiano               | 11 010  | 7,72  |  |  |  |  |  |
|                                                                                | Tito Poddigue              | MSI - PDIUM                             | 6 997   | 4,90  |  |  |  |  |  |
|                                                                                | C. Bozzo                   | Partito Repubblicano Italiano           | 1 518   | 1,06  |  |  |  |  |  |
| Totale                                                                         | Totale                     | Totale                                  | 142 689 | 100   |  |  |  |  |  |
|                                                                                |                            |                                         |         |       |  |  |  |  |  |
| Voti non validi                                                                | Voti non validi            | Voti non validi                         | 7 155   | 4,77  |  |  |  |  |  |
| Votanti                                                                        | Votanti                    | Votanti                                 | 149 844 | 94,01 |  |  |  |  |  |
| Elettori                                                                       | Elettori                   | Elettori                                | 159 394 |       |  |  |  |  |  |
|                                                                                |                            |                                         |         |       |  |  |  |  |  |
| Nota: quorum del 65% non raggiunto; ripartizione dei seggi a livello regionale |                            |                                         |         |       |  |  |  |  |  |
| Data: 28 aprile 1963                                                           |                            |                                         |         |       |  |  |  |  |  |
| Fonte: Ministero dell'interno                                                  |                            |                                         |         |       |  |  |  |  |  |

### V legislatura
|                                                                                | Carlo Cavalli ✔️ Eletto    | PCI - PSIUP                   | 55 059  | 36,21 |  |  |  |  |  |
|                                                                                | A. Cogorno                 | Democrazia Cristiana          | 43 940  | 28,89 |  |  |  |  |  |
|                                                                                | Domenico Macaggi ✔️ Eletto | PSI-PSDI Unificati            | 31 250  | 20,55 |  |  |  |  |  |
|                                                                                | P. Dellepiane              | Partito Liberale Italiano     | 13 913  | 9,15  |  |  |  |  |  |
|                                                                                | L. Piccone                 | Movimento Sociale Italiano    | 5 490   | 3,61  |  |  |  |  |  |
|                                                                                | A. P. Graffione            | Partito Repubblicano Italiano | 2 419   | 1,59  |  |  |  |  |  |
| Totale                                                                         | Totale                     | Totale                        | 152 071 | 100   |  |  |  |  |  |
|                                                                                |                            |                               |         |       |  |  |  |  |  |
| Voti non validi                                                                | Voti non validi            | Voti non validi               | 10 102  | 6,23  |  |  |  |  |  |
| Votanti                                                                        | Votanti                    | Votanti                       | 162 173 | 93,43 |  |  |  |  |  |
| Elettori                                                                       | Elettori                   | Elettori                      | 173 569 |       |  |  |  |  |  |
|                                                                                |                            |                               |         |       |  |  |  |  |  |
| Nota: quorum del 65% non raggiunto; ripartizione dei seggi a livello regionale |                            |                               |         |       |  |  |  |  |  |
| Data: 19 maggio 1968                                                           |                            |                               |         |       |  |  |  |  |  |
| Fonte: Ministero dell'interno                                                  |                            |                               |         |       |  |  |  |  |  |

### VI legislatura
|                                                                                | Carlo Cavalli             | PCI - PSIUP                             | 56 508  | 35,27 |  |  |  |  |  |
|                                                                                | M. P. Tagliabue           | Democrazia Cristiana                    | 47 385  | 29,58 |  |  |  |  |  |
|                                                                                | Francesco Fossa ✔️ Eletto | Partito Socialista Italiano             | 22 385  | 13,97 |  |  |  |  |  |
|                                                                                | G. Di Benedetto           | Partito Socialista Democratico Italiano | 11 120  | 6,94  |  |  |  |  |  |
|                                                                                | E. Biglino                | Movimento Sociale Italiano              | 10 353  | 6,46  |  |  |  |  |  |
|                                                                                | M. Lora                   | Partito Liberale Italiano               | 7 528   | 4,70  |  |  |  |  |  |
|                                                                                | G. M. Zignoni             | Partito Repubblicano Italiano           | 4 923   | 3,07  |  |  |  |  |  |
| Totale                                                                         | Totale                    | Totale                                  | 160 202 | 100   |  |  |  |  |  |
|                                                                                |                           |                                         |         |       |  |  |  |  |  |
| Voti non validi                                                                | Voti non validi           | Voti non validi                         | 6 409   | 3,85  |  |  |  |  |  |
| Votanti                                                                        | Votanti                   | Votanti                                 | 166 611 | 94,76 |  |  |  |  |  |
| Elettori                                                                       | Elettori                  | Elettori                                | 175 819 |       |  |  |  |  |  |
|                                                                                |                           |                                         |         |       |  |  |  |  |  |
| Nota: quorum del 65% non raggiunto; ripartizione dei seggi a livello regionale |                           |                                         |         |       |  |  |  |  |  |
| Data: 7 maggio 1972                                                            |                           |                                         |         |       |  |  |  |  |  |
| Fonte: Ministero dell'interno                                                  |                           |                                         |         |       |  |  |  |  |  |

### VII legislatura
|                                                                                | Anna Maria Conterno Degli Abbati | Partito Comunista Italiano  | 68 944  | 42,40 |  |  |  |  |  |
|                                                                                | Sergio Alcibiade Turci           | Democrazia Cristiana        | 48 285  | 29,70 |  |  |  |  |  |
|                                                                                | Francesco Fossa ✔️ Eletto        | Partito Socialista Italiano | 23 606  | 14,52 |  |  |  |  |  |
|                                                                                | Salvatore Valenti                | PLI - PRI - PSDI            | 11 417  | 7,02  |  |  |  |  |  |
|                                                                                | Umberto Giorgio Testori          | Movimento Sociale Italiano  | 7 551   | 4,64  |  |  |  |  |  |
|                                                                                | Marco Pannella                   | Partito Radicale            | 2 791   | 1,72  |  |  |  |  |  |
| Totale                                                                         | Totale                           | Totale                      | 162 594 | 100   |  |  |  |  |  |
|                                                                                |                                  |                             |         |       |  |  |  |  |  |
| Voti non validi                                                                | Voti non validi                  | Voti non validi             | 6 345   | 3,76  |  |  |  |  |  |
| Votanti                                                                        | Votanti                          | Votanti                     | 168 939 | 95,35 |  |  |  |  |  |
| Elettori                                                                       | Elettori                         | Elettori                    | 177 184 |       |  |  |  |  |  |
|                                                                                |                                  |                             |         |       |  |  |  |  |  |
| Nota: quorum del 65% non raggiunto; ripartizione dei seggi a livello regionale |                                  |                             |         |       |  |  |  |  |  |
| Data: 20 giugno 1976                                                           |                                  |                             |         |       |  |  |  |  |  |
| Fonte: Ministero dell'interno                                                  |                                  |                             |         |       |  |  |  |  |  |

### VIII legislatura
|                                                                                | Anna Maria Conterno Degli Abbati | Partito Comunista Italiano                   | 60 504  | 38,80 |  |  |  |  |  |
|                                                                                | G. C. Dagnino                    | Democrazia Cristiana                         | 45 257  | 29,02 |  |  |  |  |  |
|                                                                                | Francesco Fossa ✔️ Eletto        | Partito Socialista Italiano                  | 21 164  | 13,57 |  |  |  |  |  |
|                                                                                | C. Caselgrandi                   | Partito Radicale                             | 7 553   | 4,84  |  |  |  |  |  |
|                                                                                | G. Costa                         | Partito Socialista Democratico Italiano      | 6 507   | 4,17  |  |  |  |  |  |
|                                                                                | E. Biglino                       | Movimento Sociale Italiano                   | 5 986   | 3,84  |  |  |  |  |  |
|                                                                                | L. Pontuale                      | Partito Repubblicano Italiano                | 4 458   | 2,86  |  |  |  |  |  |
|                                                                                | G. Barenghi                      | Partito Liberale Italiano                    | 3 924   | 2,52  |  |  |  |  |  |
|                                                                                | E. E. Mo                         | Costituente di Destra - Democrazia Nazionale | 596     | 0,38  |  |  |  |  |  |
| Totale                                                                         | Totale                           | Totale                                       | 155 949 | 100   |  |  |  |  |  |
|                                                                                |                                  |                                              |         |       |  |  |  |  |  |
| Voti non validi                                                                | Voti non validi                  | Voti non validi                              | 8 252   | 5,03  |  |  |  |  |  |
| Votanti                                                                        | Votanti                          | Votanti                                      | 164 201 | 93,38 |  |  |  |  |  |
| Elettori                                                                       | Elettori                         | Elettori                                     | 175 842 |       |  |  |  |  |  |
|                                                                                |                                  |                                              |         |       |  |  |  |  |  |
| Nota: quorum del 65% non raggiunto; ripartizione dei seggi a livello regionale |                                  |                                              |         |       |  |  |  |  |  |
| Data: 3 giugno 1979                                                            |                                  |                                              |         |       |  |  |  |  |  |
| Fonte: Ministero dell'interno                                                  |                                  |                                              |         |       |  |  |  |  |  |

### IX legislatura
|                                                                                | Lovrano Bisso         | Partito Comunista Italiano    | 55 587  | 39,16 |  |  |  |  |  |
|                                                                                | Gabriele Di Pasqua    | Democrazia Cristiana          | 34 044  | 23,98 |  |  |  |  |  |
|                                                                                | Delio Meoli ✔️ Eletto | Partito Socialista Italiano   | 17 823  | 12,56 |  |  |  |  |  |
|                                                                                | Giuseppe Costa        | PLI - PSDI                    | 9 133   | 6,43  |  |  |  |  |  |
|                                                                                | Paolo Ciliberti       | Partito Repubblicano Italiano | 7 894   | 5,56  |  |  |  |  |  |
|                                                                                | Casimiro Taccini      | Movimento Sociale Italiano    | 7 639   | 5,38  |  |  |  |  |  |
|                                                                                | Renato Andreani       | Partito Radicale              | 4 512   | 3,18  |  |  |  |  |  |
|                                                                                | Stefano Oberti        | Lista per Trieste-PPPIU       | 3 237   | 2,28  |  |  |  |  |  |
|                                                                                | Fernanda La Camera    | Democrazia Proletaria         | 2 076   | 1,46  |  |  |  |  |  |
| Totale                                                                         | Totale                | Totale                        | 141 945 | 100   |  |  |  |  |  |
|                                                                                |                       |                               |         |       |  |  |  |  |  |
| Voti non validi                                                                | Voti non validi       | Voti non validi               | 13 419  | 8,64  |  |  |  |  |  |
| Votanti                                                                        | Votanti               | Votanti                       | 155 364 | 89,47 |  |  |  |  |  |
| Elettori                                                                       | Elettori              | Elettori                      | 173 644 |       |  |  |  |  |  |
|                                                                                |                       |                               |         |       |  |  |  |  |  |
| Nota: quorum del 65% non raggiunto; ripartizione dei seggi a livello regionale |                       |                               |         |       |  |  |  |  |  |
| Data: 26 giugno 1983                                                           |                       |                               |         |       |  |  |  |  |  |
| Fonte: Ministero dell'interno                                                  |                       |                               |         |       |  |  |  |  |  |

### X legislatura
|                                                                                | Lovrano Bisso         | Partito Comunista Italiano    | 52 505  | 36,63 |  |  |  |  |  |
|                                                                                | R. Varni              | Democrazia Cristiana          | 36 222  | 25,27 |  |  |  |  |  |
|                                                                                | Delio Meoli ✔️ Eletto | PSI - PSDI - PR               | 25 423  | 17,74 |  |  |  |  |  |
|                                                                                | E. Ferraris           | Movimento Sociale Italiano    | 7 790   | 5,43  |  |  |  |  |  |
|                                                                                | G. Porcile            | Lista Verde                   | 6 090   | 4,25  |  |  |  |  |  |
|                                                                                | Paolo Ciliberti       | Partito Repubblicano Italiano | 5 191   | 3,62  |  |  |  |  |  |
|                                                                                | B. Rossetti           | Partito Liberale Italiano     | 3 432   | 2,39  |  |  |  |  |  |
|                                                                                | V. Piciché            | Liga Veneta-Pensionati Uniti  | 3 295   | 2,30  |  |  |  |  |  |
|                                                                                | Fernanda La Camera    | Democrazia Proletaria         | 2 828   | 1,97  |  |  |  |  |  |
|                                                                                | I. Ricciardi          | Alleanza Popolare Pensionati  | 568     | 0,40  |  |  |  |  |  |
| Totale                                                                         | Totale                | Totale                        | 143 344 | 100   |  |  |  |  |  |
|                                                                                |                       |                               |         |       |  |  |  |  |  |
| Voti non validi                                                                | Voti non validi       | Voti non validi               | 9 020   | 5,92  |  |  |  |  |  |
| Votanti                                                                        | Votanti               | Votanti                       | 152 364 | 89,00 |  |  |  |  |  |
| Elettori                                                                       | Elettori              | Elettori                      | 171 200 |       |  |  |  |  |  |
|                                                                                |                       |                               |         |       |  |  |  |  |  |
| Nota: quorum del 65% non raggiunto; ripartizione dei seggi a livello regionale |                       |                               |         |       |  |  |  |  |  |
| Data: 14 giugno 1987                                                           |                       |                               |         |       |  |  |  |  |  |
| Fonte: Ministero dell'interno                                                  |                       |                               |         |       |  |  |  |  |  |

### XI legislatura
|                                                                                | Silvio Ferrari                | Partito Democratico della Sinistra      | 29 303  | 20,90 |  |  |  |  |  |
|                                                                                | Antonino Schifano             | Democrazia Cristiana                    | 24 599  | 17,54 |  |  |  |  |  |
|                                                                                | Andrea Corrado                | Lega Lombarda                           | 20 841  | 14,86 |  |  |  |  |  |
|                                                                                | Delio Meoli                   | Partito Socialista Italiano             | 18 706  | 13,34 |  |  |  |  |  |
|                                                                                | Giordano Bruschi              | Partito della Rifondazione Comunista    | 12 853  | 9,17  |  |  |  |  |  |
|                                                                                | Anna Maria Greco Contardo     | Partito Repubblicano Italiano           | 6 616   | 4,72  |  |  |  |  |  |
|                                                                                | Ezio Ferraris                 | Movimento Sociale Italiano              | 6 541   | 4,66  |  |  |  |  |  |
|                                                                                | Maria Grazia Gaggero Scazzola | Federazione dei Verdi                   | 5 935   | 4,23  |  |  |  |  |  |
|                                                                                | Bruno Rossetti                | Partito Liberale Italiano               | 3 789   | 2,70  |  |  |  |  |  |
|                                                                                | Tarcisio Quirino Andreoletti  | Partito Pensionati                      | 3 423   | 2,44  |  |  |  |  |  |
|                                                                                | Anna Maria Freggiaro Rivano   | Partito Socialista Democratico Italiano | 2 430   | 1,73  |  |  |  |  |  |
|                                                                                | Aldo Coppola                  | La Lega Casalinghe-Pensionati           | 2 148   | 1,53  |  |  |  |  |  |
|                                                                                | Angeli Viveri                 | Sì Referendum                           | 1 649   | 1,18  |  |  |  |  |  |
|                                                                                | Enrico Peirce                 | Caccia Pesca Ambiente                   | 1 022   | 0,73  |  |  |  |  |  |
|                                                                                | Dante Isola                   | Federalismo - Pensionati Uomini Vivi    | 382     | 0,27  |  |  |  |  |  |
| Totale                                                                         | Totale                        | Totale                                  | 140 237 | 100   |  |  |  |  |  |
|                                                                                |                               |                                         |         |       |  |  |  |  |  |
| Voti non validi                                                                | Voti non validi               | Voti non validi                         | 8 080   | 5,45  |  |  |  |  |  |
| Votanti                                                                        | Votanti                       | Votanti                                 | 148 317 | 84,74 |  |  |  |  |  |
| Elettori                                                                       | Elettori                      | Elettori                                | 175 016 |       |  |  |  |  |  |
|                                                                                |                               |                                         |         |       |  |  |  |  |  |
| Nota: quorum del 65% non raggiunto; ripartizione dei seggi a livello regionale |                               |                                         |         |       |  |  |  |  |  |
| Data: 5 aprile 1992                                                            |                               |                                         |         |       |  |  |  |  |  |
| Fonte: Ministero dell'interno                                                  |                               |                                         |         |       |  |  |  |  |  |